# アントン・ココリン
アントン・ココリン（Anton Sergeyevich Kokorin, ロシア語: Антон Сергеевич Кокорин) 1987年4月5日 - ）はウズベキスタンのタシュケント出身のロシアの陸上競技選手。専門は短距離走。
2006年世界ジュニア陸上選手権の1600mリレーで銀メダル、2008年の北京オリンピックの1600mリレーで銅メダルを獲得した。